# Vacances pour Jessica
Vacances pour Jessica (en anglais Janus) est une pièce de théâtre américaine de Carolyn Green, écrite en 1955, représentée pour la première fois à Broadway en 1955 et en France au théâtre Antoine le 5 février 1966.

## Description
Comédie en trois actes de Carolyn Green, adaptée par Michel André, la pièce est mise en scène par Edmond Tamiz. Les décors sont de François de Lamothe et les costumes de Jacques Launay. Bien qu'ayant eu beaucoup de succès à Broadway, elle ne l'obtient pas en France et reçoit un accueil négatif de la critique.
La pièce est reprise en 1967 dans la série Au théâtre ce soir avec Corinne Marchand, Michel Galabru et Pierre Hatet sur une mise en scène de Yves Bureau.

## Distribution française
- Laurence Badie : Mlle Addie
- Dominique Paturel : Dennis
- Jacques Sereys : Bill
- Philippe Dumat : M. Harper
- Marie Dubois : Jessica